# Mistrz Męki Pańskiej
Mistrz Męki Pańskiej (szw. Passionsmästaren) – określenie używane względem anonimowego malarza działającego w XV wieku na Gotlandii, w Szwecji. Określenie to odnosi się także do całego jego warsztatu, a zatem również do jego uczniów.
Mistrz Męki Pańskiej specjalizował się w tworzeniu fresków we wnętrzach zabytkowych średniowiecznych kościołów gotlandzkich. Ograniczał się w swojej twórczości niemalże do jednego tematu: pasji Chrystusa, ukazanej najczęściej od momentu ostatniej wieczerzy aż po zmartwychwstanie. Spotkać można również freski przedstawiające apostołów lub innych świętych. Jego styl jest określany jako schematyczny, a czasem prymitywny. Tworzone przez niego freski najczęściej przybierają formę swego rodzaju fryzu biegnącego wzdłuż ścian naw głównych kościołów. Cechą charakterystyczną są również draperie ciągnące się pod główną częścią fresków.

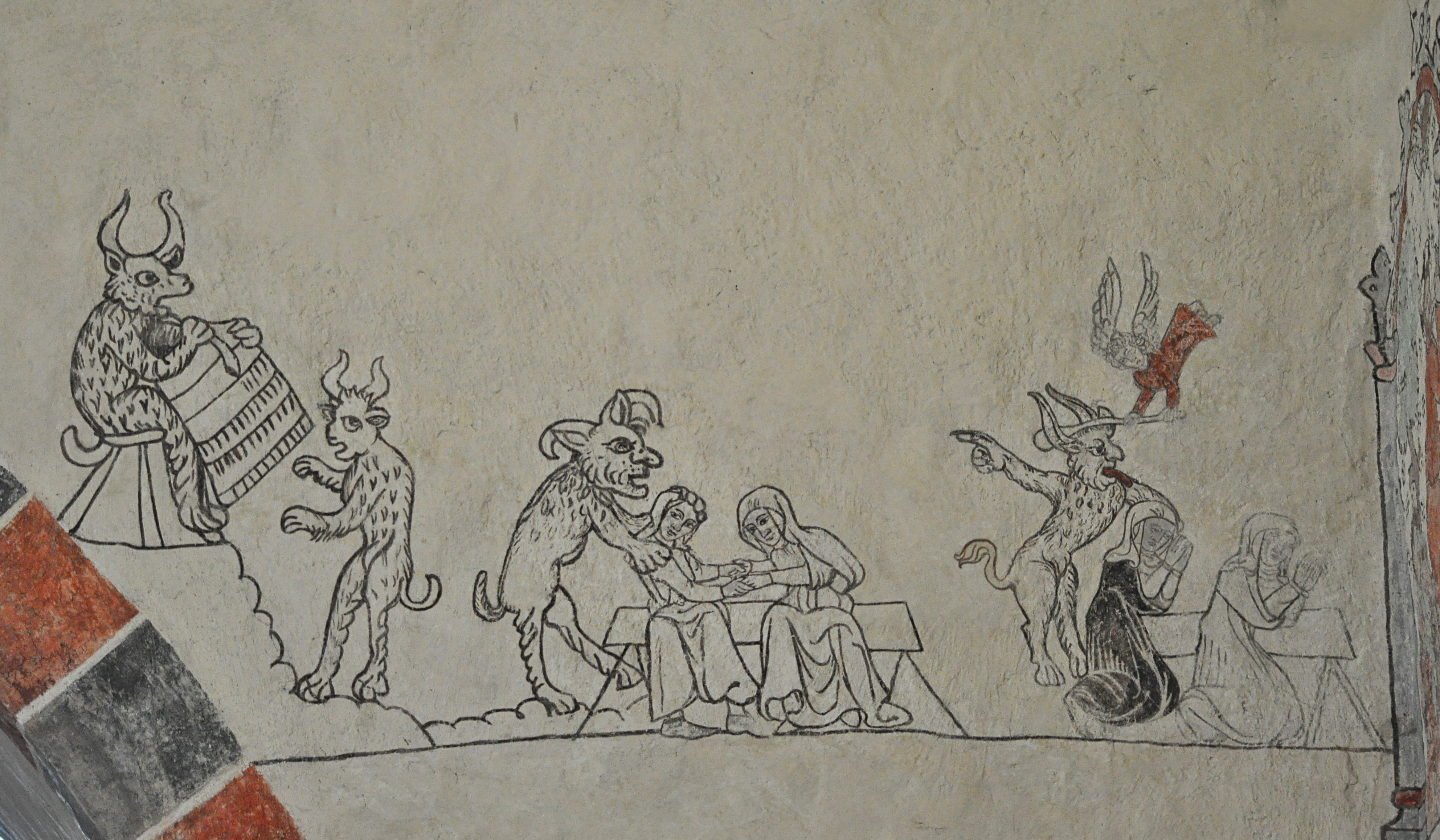
Fresk w kościele w Linde

W niektórych świątyniach spotkać można pewne odstępstwa od stylu charakterystycznego dla Mistrza Męki Pańskiej. Tak jest na przykład w kościele w Linde, gdzie artysta ukazał w sposób bardzo prosty grzeszną ludzkość oraz możliwość nawrócenia grzesznika. Na jednej ze ścian wspomnianego kościoła zobaczyć można przedstawienie gadatliwych kobiet, które zostały odciągnięte przez diabła od właściwej ścieżki życia i postępowania poprzez opuszczanie nabożeństw. Nad nimi diabeł zapisuje ich wykroczenia w rejestrze grzechów. Obok jednak widać anioła bijącego maczugą diabła próbującego przeszkodzić kobietom, które powróciły do modlitwy i weszły z powrotem na słuszną drogę życia. Ten prosty fresk ma uzmysłowić odbiorcom, że Bóg i Kościół oferują grzesznikom przebaczenie.

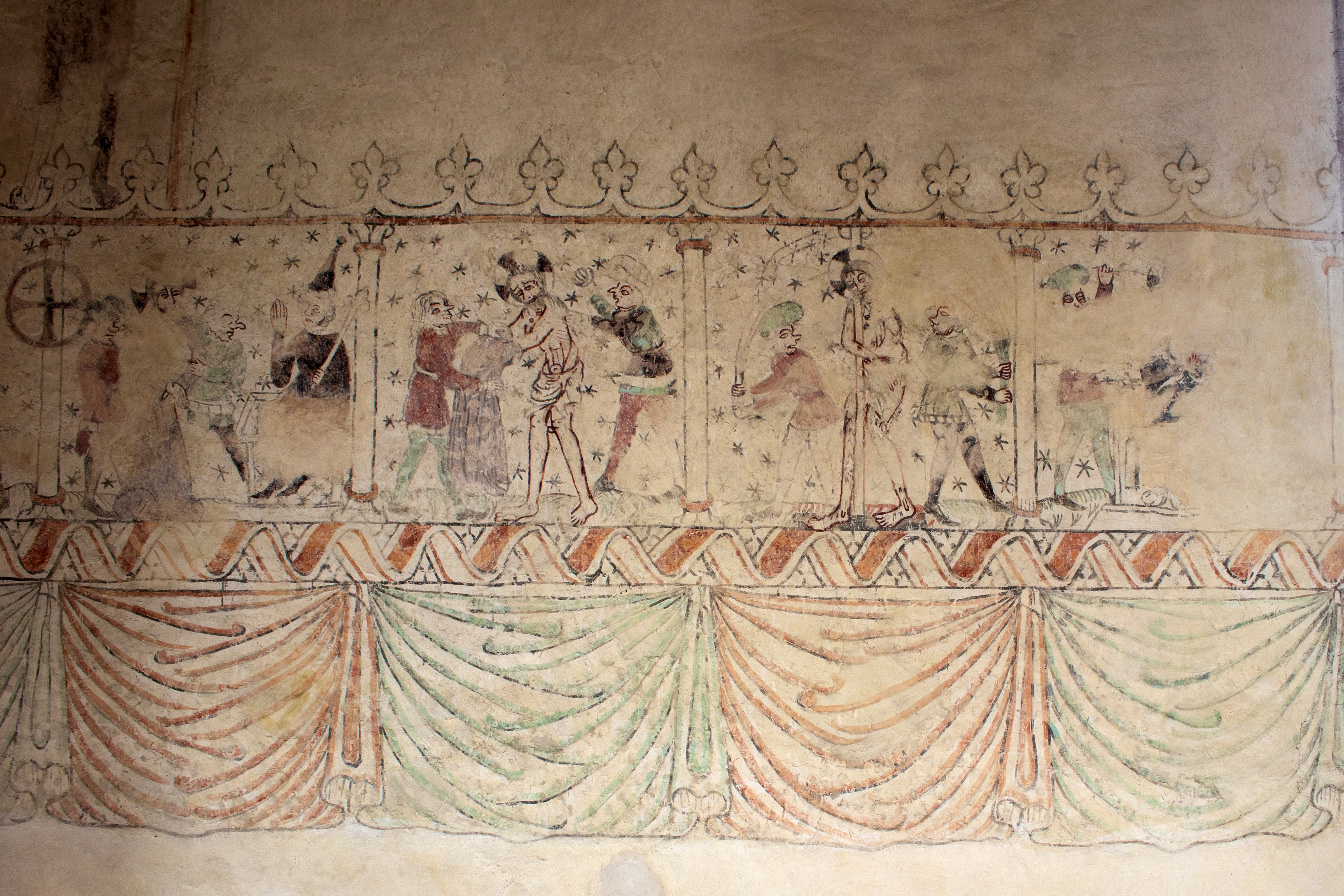
Freski w kościele w Etelhem

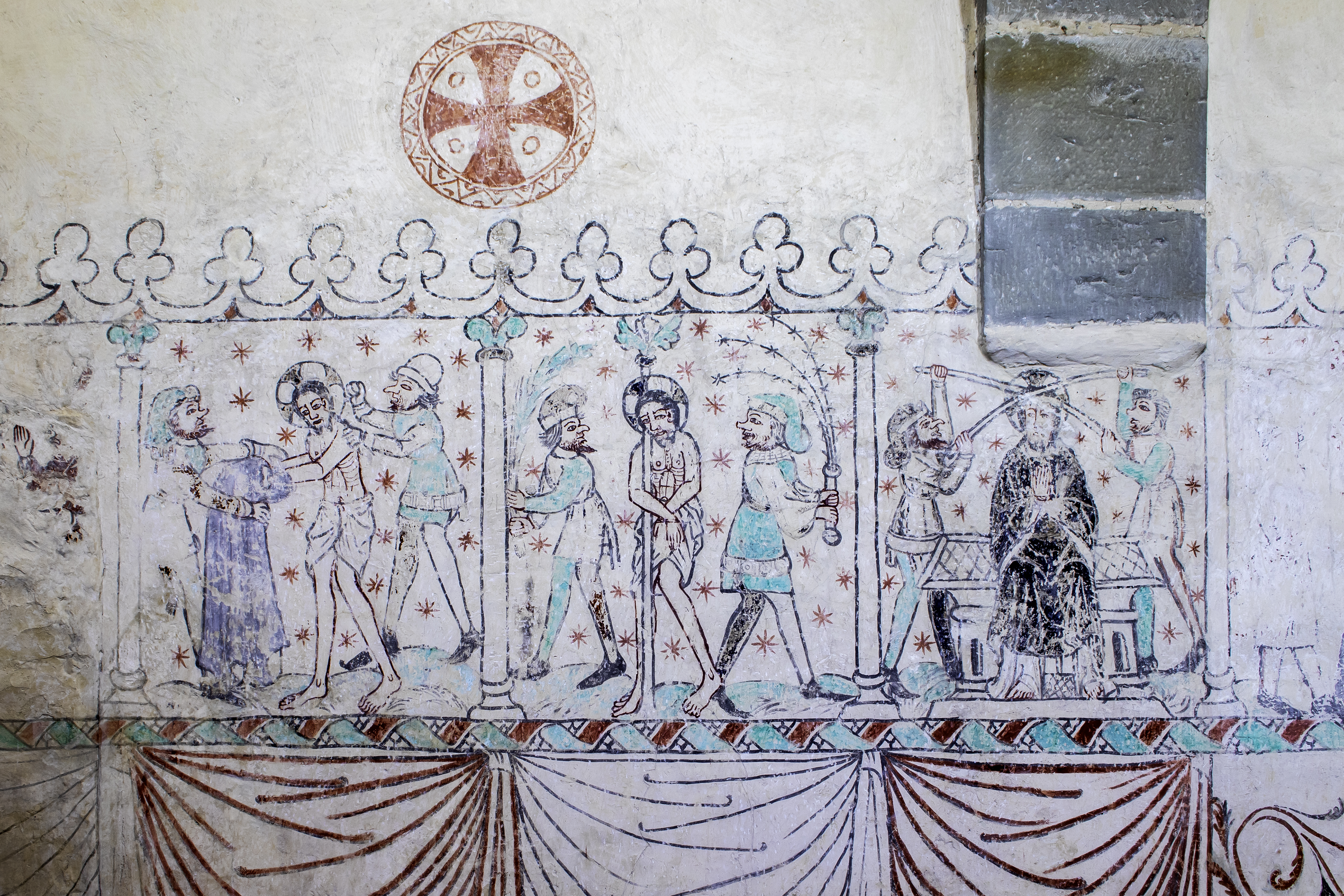
Freski w kościele w Fide

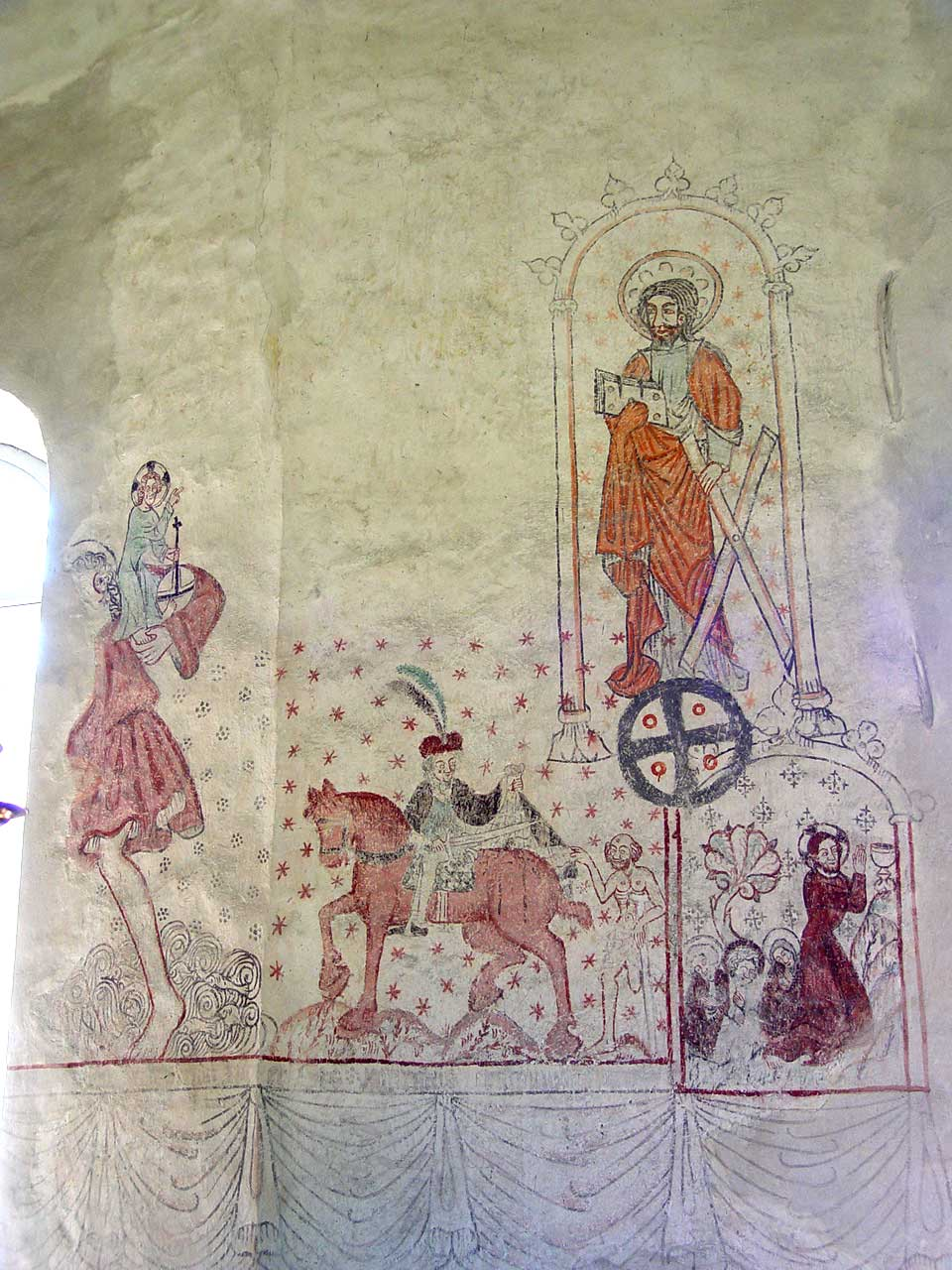
Św. Krzysztof, św. Marcin i św. Andrzej oraz modlitwa w Ogrójcu w kościele w Lye

Mistrzowi Męki Pańskiej przypisuje się freski w około 50 kościołach na Gotlandii. Wśród nich są m.in. kościoły w:
- Andze
- Boge
- Bro
- Ekeby
- Endre
- Etelhem
- Fide
- Gammelgarn
- Gerum
- Hörsne
- Källunge
- Linde
- Lojsta
- Lummelunda
- Lye
- Rone